# Sforza-getijdenboek

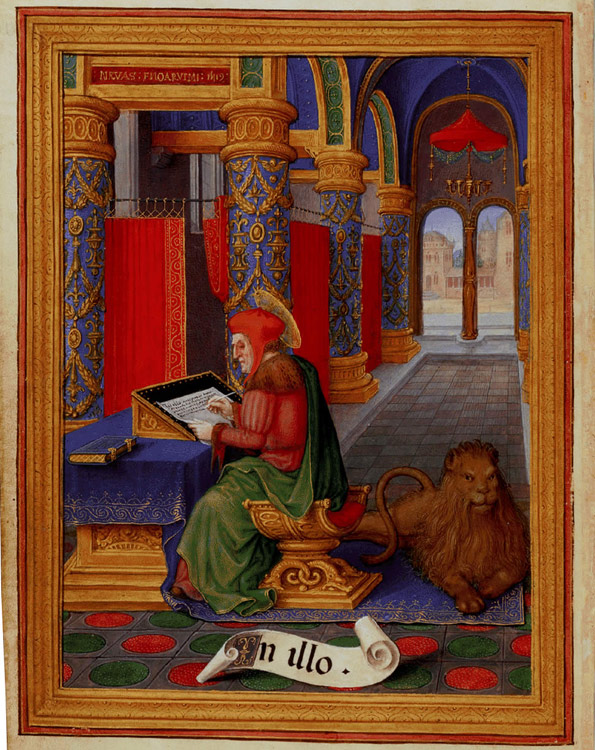
Gerard Horenbout, Sforza-getijden, ca. 1519

Het Sforza-getijdenboek is een handschrift dat begonnen werd op het einde van de 15e eeuw in Italië en voltooid in het begin van de 16e eeuw in Vlaanderen.

## Geschiedenis
De verluchting van het handschrift gebeurde in twee fasen. De eerste fase was omstreeks 1490 en de opdrachtgeefster was Bona Sforza (1449-1503), weduwe van Galeazzo Sforza, de hertog van Milaan. De opdrachtgeefster kon worden gevonden dankzij de notities in het handschrift: haar devies op folio 93 en diverse andere notities ("Diva Bona", ff. 80, 122v; "B.M.", ff. 56, 88v, "Bona Duc.", f. 210v, etc.). Tussen 1517 en 1520 gaf Margaretha van Oostenrijk de opdracht om de verluchting te vervolledigen. Daardoor geeft het handschrift ons een beeld van de zuidelijke en noordelijke renaissance in één handschrift.

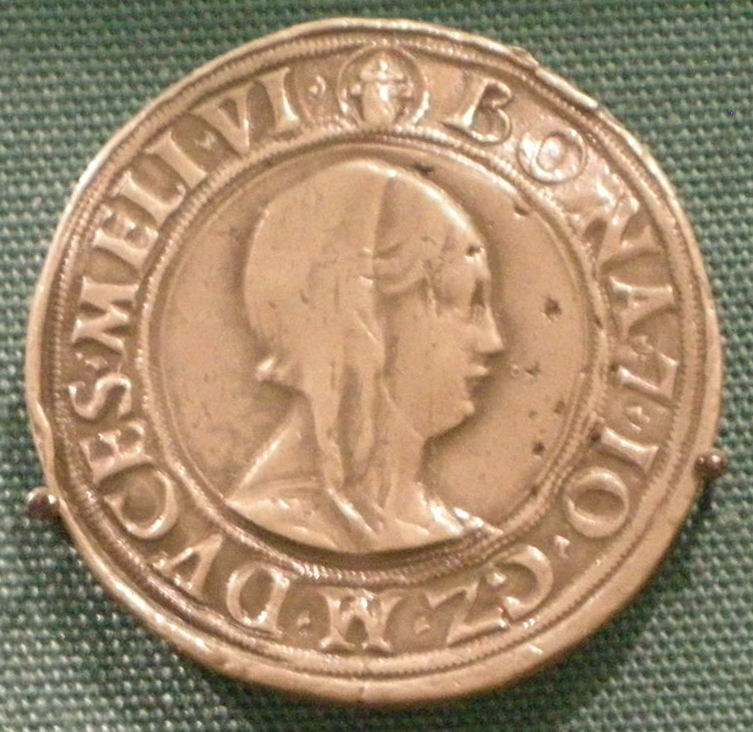
Testone (Milanese zilveren munt) met Bona van Savoie, regentes van Milaan (1476-80), opdrachtgeefster van het handschrift.

Het handschrift heeft een bewogen geschiedenis. De eerste verluchter was Giovanni Pietro da Birago. Volgens Warner werden in 1494, terwijl Birago nog met het werk bezig was, zestien miniaturen gestolen door de kloosterling Fra Gian Jacopo. Na Bona’s dood in 1503, ging het onafgewerkte boek naar haar neef hertog Filibert II van Savoye.In 1504 werd het eigendom van Margaretha van Oostenrijk, die het meebracht naar de Nederlanden in 1506, waar zij in 1507 belast werd met de landvoogdij. Margaretha liet in 1517 de ontbrekende tekst aanvullen door de scribent Etienne de Lale en tussen 1519 en 1521 werden de ontbrekende miniaturen in haar opdracht aangevuld door haar hofschilder Gerard Horenbout, een Vlaamse miniaturist. De toegevoegde afbeelding, op folio 213 recto, van haar neef keizer Karel V gedateerd op 1520 en met monogram KR (Karolus Rex), suggereert dat het afgewerkte handschrift waarschijnlijk als een geschenk voor hem bedoeld was.
Hierna was het manuscript geruime tijd spoorloos, tot het in 1871 weer opdook. Het werk werd toen door een onbekende Spaanse grande verkocht eerst aan de "Surveyor of the Queen's Pictures" John Charles Robinson en via hem kwam het in de collectie van John Malcolm of Poltalloch terecht. Die schonk het in 1893 aan het British Museum waar het nu bewaard wordt als MS 34294.

Drie van de gestolen folio's zijn ondertussen opgedoken. De eerste folio, met een 'Aanbidding der Wijzen', dook op in 1941. De kalenderpagina van de maand mei werd in 1984 aangeboden en in oktober 2004 kocht de British Library, de huidige eigenaar van het getijdenboek, de kalenderpagina van oktober voor £ 191.000.

## Codicologische informatie
Het handschrift meet 131 bij 93 mm en telt 203 miniaturen. Oorspronkelijk was het een handschrift met 348 folio's. Het werd door John Malcolm of Poltalloch gesplitst in vier banden met respectievelijk 40, 126, 84 en 94 folio's en 44, 65 44 en 50 miniaturen.